# NGC 743
NGC 743 est un amas ouvert situé dans la constellation de Cassiopée. 
Il a été découvert par l'astronome britannique John Herschel en 1829. Selon la classification des amas ouverts, NGC 743 renferme moins d'une cinquantaine d'étoiles (la lettre p) dont les magnitudes sont réparties sur un petit intervalle le chiffre 1). La concentration d'étoiles est moyenne (II). 